# Mosquée Hayat
La mosquée Hayat (en arabe : مسجد الحيات) est une petite mosquée historique située à l'intérieur des remparts de la vieille ville de Jérusalem, dans le quartier chrétien. Elle fait partie des mosquées anciennes de la ville, attribuées au calife Omar ibn al-Khattab. Cette mosquée revêt une importance particulière, car elle est située à côté de l'église du Saint-Sépulcre à l'est, et est entourée de boutiques commerciales. Ses dimensions sont de 4x4 mètres. Elle porte le nom « Hayat » qui est le pluriel en arabe de serpent, car selon la croyance populaire, elle contient un talisman censé neutraliser le venin des serpents qui sévissent à Jérusalem et dont les piqûres sont potentiellement mortelles.